# Aleksandr Rodímtsev
Aleksandr Ílitx Rodímtsev (rus: Алекса́ндр Ильи́ч Роди́мцев; 8 de març de 1905 – 13 d'abril de 1977) va ser un coronel general soviètic, que va combatre a la Guerra Civil espanyola i a la Gran Guerra Patriòtica; dues vegades Heroi de la Unió Soviètica.

## Biografia
Aleksandr Rodímtsev va néixer al llogaret de Stxarlik, en el si d'una família de camperols. S'allistà a l'Exèrcit Roig el 1927 i s'afilià el 1929 al Partit Comunista. Entre 1936 i 1937 participà en la Guerra Civil espanyola com a assessor de la República, amb el sobrenom de "Pablito", igual que els mariscals soviètics Vóronov, Malinovski i Rokossovski. Participà en la 9a brigada mixta i després a l'11a divisió. El 1937 va ser l'assessor soviètic clau a la batalla de Guadalajara, en la que els republicans espanyols van fer fugir el cos expedicionari italià. En concloure la seva estada a Espanya rebé per primera vegada el títol d'Heroi de la Unió Soviètica.
El 1939 es graduà a l'Acadèmia Militar Frunze i comandà una divisió de cavalleria a la invasió soviètica de Polònia; i, a continuació, participà en la Guerra sovièticofinesa de 1940. El 1941 la 5a brigada paracaigudista que defensà Kíev, aconseguint fugir del setge. Després, aquella brigada es transformà en la 87a divisió de fusellers, i després en la 13a divisió de fusellers, que seria nomenada Unitat de la Guàrdia.
Va combatre a Stalingrad, al capdavant de la 13a divisió de fusellers de la Guàrdia. Minuts abans de travessar el Volga declarà al general Vasili Txuikov «Sóc un comunista, no tinc intenció d'abandonar la ciutat». Amb la 13a divisió travessà el Volga i reconquistà Mamàiev Kurgan, la cota principal de Stalingrad des d'on es dominava tota la ciutat. Els pocs supervivents de la unitat (només sobreviurien a la batalla 320 homes dels 10.000 que la van començar) juraren que la seva determinació «fluïa de Rodímtsev», prometent també que «No hi ha terra per a nosaltres més enllà del Volga», resistint una vegada i una altra els contraatacs alemanys, sent objecte també dels bombardeigs de l'artilleria alemanya, tot i que d'acord amb la política de Txuikov la línia del front es traçava sempre a menys de 45 metres dels alemanys per dificultar l'activitat de la seva aviació i artilleria. Els homes de la seva divisió també s'enorgullien de la seva punteria: «cada soldat dels guàrdies dispara com un franctirador» i així «obliguen els alemanys a caminar a quatre grapes, no pas a caminar». En definitiva, va ser a Mamàiev Kurgan on la divisió es cobrí de glòria, reconquerint el turó i mantenint-lo durant dos dies salvant Stalingrad de la davallada.
El 1943 dirigí el 32è Cos de Fusellers de la Guàrdia, que incloïa les divisions de la Guàrdia 13a i 66a, així com la 6a aerotransportada. Al capdavant d'aquest cos participaria en les batalles de Kursk i Berlín, i entraria a Praga. El 17 de gener de 1944 va ser promogut a tinent general.
El 2 de juny de 1945 rebé la seva segona Estrella d'Heroi de la Unió Soviètica per la seva tasca destacada al capdavant de les tropes que travessaren l'Oder el 25 de gener de 1945, prop de Linden.
Després de la Gran Guerra Patriòtica es graduà als cursos superiors de l'Acadèmia d'Estat Major General. Va ser assistent del comandant del Districte Militar de Sibèria (1953-1956), assessor militar en cap de l'exèrcit albanès, comandant del Districte Militar de Nord (1956-1960) i assessor militar de l'inspector general del ministeri de defensa.
Va ser elegit diputat del Soviet Suprem de la RSFS de Rússia i en segona convocatòria del Soviet Suprem de l'URSS.
Es retirà el 1966 amb rang de coronel general. Va morir el 13 d'abril de 1977 i està enterrat al Cementiri de Novodévitxi.

## Condecoracions
Heroi de la Unió Soviètica
 Orde de Lenin (3)
 Orde de la Revolució d'Octubre
 Orde de la Bandera Roja (4)
 Orde de Bogdan Khmelnitski de 1a classe
 Orde de Suvórov de 2a classe (2)
 Orde de Kutuzov de 2a classe
 Orde de l'Estrella Roja (2)
 Medalla del Centenari de Lenin
 Medalla de la defensa de Stalingrad
 Medalla de la defensa de Kíev
 Medalla de la victòria sobre Alemanya en la Gran Guerra Patriòtica 1941-1945
 Medalla del 20è Aniversari de la Victòria en la Gran Guerra Patriòtica
 Medalla del 30è Aniversari de la Victòria en la Gran Guerra Patriòtica
 Medalla per l'Alliberament de Praga
 Medalla dels Veterans de les Forces Armades Soviètiques
 Medalla del 20è Aniversari de l'Exèrcit Roig
 Medalla del 30è Aniversari de l'Exèrcit i l'Armada Soviètics
 Medalla del 40è Aniversari de les Forces Armades Soviètiques
 Medalla del 50è Aniversari de les Forces Armades Soviètiques

## Obres
- «Под небом Испании» (Sota el cel d'Espanya)
- «На последнем рубеже» (A la darrera volta)
- «Люди легендарного подвига» (Gent d'heroisme extraordinari)
- «Гвардейцы стояли насмерть» (Els guàrdies van lluitar fins a la mort)
- «Твои, Отечество, сыны» (La seva pàtria, els fills)
- «Машенька из Мышеловки» (Maxa de ratera)